# Mons (Charente-Maritime)
Mons település Franciaországban, Charente-Maritime megyében. Lakosainak száma 446 fő (2022. január 1.). Mons Bréville, Mesnac, Courcerac, Migron, Prignac, Le Seure, Sonnac, Thors és Val-de-Cognac községekkel határos.

## Népesség
A település népességének változása:
| Lakosok száma | 530  | 488  | 439  | 455  | 430  | 431  | 438  | 442  | 446  | 446  |
|               | 1968 | 1982 | 1990 | 2006 | 2013 | 2015 | 2017 | 2019 | 2020 | 2022 |